# Halowe Mistrzostwa Świata w Lekkoatletyce 2014 – bieg na 1500 m mężczyzn
Bieg na 1500 metrów mężczyzn – jedna z konkurencji rozegranych podczas 15. Halowych Mistrzostw Świata w Sopocie.

## Terminarz
| Data    | Godzina | Runda      |
| ------- | ------- | ---------- |
| 7 marca | 12:25   | Eliminacje |
| 8 marca | 20:00   | Finał      |

## Wyniki
| CR – rekord mistrzostw \| NR – rekord kraju \| AR – rekord kontynentu \| SB – najlepszy wynik w sezonie \| PB – rekord życiowy |

### Eliminacje
Do zawodów przystąpiło 22 zawodników. Aby dostać się do finału trzeba było zająć miejsce w pierwszej dwójce w swoim biegu eliminacyjnym (Q) lub znaleźć się w gronie 3 najszybszych zawodników, którzy się nie zakwalifikowali (q).
| Pozycja | Bieg | Zawodnik             | Reprezentacja     | Czas    | Uwagi |
| ------- | ---- | -------------------- | ----------------- | ------- | ----- |
| 1.      | 3    | Aman Wote            | Etiopia           | 3:36,75 | Q     |
| 2.      | 3    | Abdalaati Iguider    | Maroko            | 3:37,83 | Q, SB |
| 3.      | 3    | Will Leer            | Stany Zjednoczone | 3:38,02 | q     |
| 4.      | 3    | Bethwell Birgen      | Kenia             | 3:38,56 | q     |
| 5.      | 2    | Ayanleh Souleiman    | Dżibuti           | 3:38,94 | Q     |
| 6.      | 2    | Nick Willis          | Nowa Zelandia     | 3:39,14 | Q     |
| 7.      | 3    | İlham Tanui Özbilen  | Turcja            | 3:39,31 | q     |
| 8.      | 3    | David McCarthy       | Irlandia          | 3:39,46 |       |
| 9.      | 2    | Silas Kiplagat       | Kenia             | 3:39,70 |       |
| 10.     | 2    | Chris O’Hare         | Wielka Brytania   | 3:40,06 |       |
| 11.     | 3    | Adel Mechaal         | Hiszpania         | 3:41,27 |       |
| 12.     | 2    | Andreas Vojta        | Austria           | 3:42,10 |       |
| 13.     | 2    | Nathan Brannen       | Kanada            | 3:42,51 |       |
| 14.     | 2    | Mitja Krevs          | Słowenia          | 3:43,22 | NR    |
| 15.     | 1    | Homiyu Tesfaye       | Niemcy            | 3:47,07 | Q     |
| 16.     | 1    | Jakub Holuša         | Czechy            | 3:47,20 | Q     |
| 17.     | 1    | Mekonnen Gebremedhin | Etiopia           | 3:47,22 |       |
| 18.     | 1    | Lopez Lomong         | Stany Zjednoczone | 3:48,06 |       |
| 19.     | 1    | Lee Emanuel          | Wielka Brytania   | 3:48,09 |       |
| 20.     | 2    | Wesam Almassri       | Palestyna         | 3:53,84 | NR    |
| 21.     | 1    | Omar Mohamed Abdi    | Somalia           | 3:56,52 | PB    |
| 22.     | 3    | Aitor Gomez          | Gibraltar         | 4:07,34 | NR    |
| 23 !    | 1    | Ioan Zaizan          | Rumunia           | DSQ     |       |

### Finał
| Pozycja | Zawodnik            | Reprezentacja     | Czas    | Uwagi |
| ------- | ------------------- | ----------------- | ------- | ----- |
| 1.      | Ayanleh Souleiman   | Dżibuti           | 3:37,52 |       |
| 2.      | Aman Wote           | Etiopia           | 3:38,08 |       |
| 3.      | Abdalaati Iguider   | Maroko            | 3:38,21 |       |
| 4.      | İlham Tanui Özbilen | Turcja            | 3:39,10 |       |
| 5.      | Jakub Holuša        | Czechy            | 3:39,23 |       |
| 6.      | Will Leer           | Stany Zjednoczone | 3:39,60 |       |
| 7.      | Homiyu Tesfaye      | Niemcy            | 3:39,90 |       |
| 8.      | Bethwell Birgen     | Kenia             | 3:40,66 |       |
| 9 !     | Nick Willis         | Nowa Zelandia     | DSQ     |       |